# Municipio de Allison (Dakota del Sur)
El municipio de Allison (en inglés: Allison Township) es un municipio ubicado en el condado de Brown en el estado estadounidense de Dakota del Sur. En el año 2010 tenía una población de 20 habitantes y una densidad poblacional de 0,22 personas por km².

## Geografía
El municipio de Allison se encuentra ubicado en las coordenadas 45°48′30″N 98°39′46″O / 45.80833, -98.66278. Según la Oficina del Censo de los Estados Unidos, el municipio tiene una superficie total de 92.95 km², de la cual 92,95 km² corresponden a tierra firme y (0 %) 0 km² es agua.

## Demografía
Según el censo de 2010, había 20 personas residiendo en el municipio de Allison. La densidad de población era de 0,22 hab./km². De los 20 habitantes, el municipio de Allison estaba compuesto por el 100 % blancos. Del total de la población el 0 % eran hispanos o latinos de cualquier raza.